# Puchar Europy w Chodzie Sportowym 2009
8. Puchar Europy w Chodzie Sportowym – zawody lekkoatletyczne, które odbyły się 24 maja 2009 w Metz.

## Rezultaty

### Mężczyźni
| Konkurencja            | 1. miejsce            | 1. miejsce | 2. miejsce         | 2. miejsce | 3. miejsce               | 3. miejsce |
| ---------------------- | --------------------- | ---------- | ------------------ | ---------- | ------------------------ | ---------- |
| Chód na 10 km Juniorzy | Stanisław Jemieljanow | 41:22      | Walerij Filipczuk  | 41:46      | Veli-Matti Partanen      | 41:55      |
| Chód na 20 km          | Giorgio Rubino        | 1:24:06    | Ivano Brugnetti    | 1:24:54    | Jean-Jacques Nkouloukidi | 1:25:07    |
| Chód na 50 km          | Dienis Niżegorodow    | 3:42:47    | Jesús Ángel García | 3:46:27    | Jurij Andronow           | 3:49:09    |

### Kobiety
| Konkurencja            | 1. miejsce        | 1. miejsce | 2. miejsce         | 2. miejsce | 3. miejsce          | 3. miejsce |
| ---------------------- | ----------------- | ---------- | ------------------ | ---------- | ------------------- | ---------- |
| Chód na 10 km Juniorki | Tatjana Miniejewa | 44:16      | Adriana Turnea     | 46:32      | Antonella Palmisano | 46:48      |
| Chód na 20 km          | María Vasco       | 1:32:53    | Anisia Kirdiapkina | 1:33:28    | Kristina Saltanovic | 1:34:17    |